# هانی الفخرانی
هانی الفخرانی (انگلیسی: Hany El-Fakharany؛ زادهٔ ۶ آوریل ۱۹۷۸) بازیکن هندبال اهل مصر بود.